# Imnos pros tin Eleftherian

Imnos eis tin Eleftherian (din greacă: Ύμνος εις την Ελευθερίαν: Imn spre libertate) a fost scris de Dionysios Solomos în 1823, și este format din 158 de strofe. Muzica a fost compusă de Nikolaos Mantzaros, iar în 1865 primele două strofe au devenit imn național al Greciei. Din 1966 a devenit și imn național al Ciprului (tot versiunea cu primele două strofe).
Imnul a fost pus pe muzică în 1865 de către compozitorul de operă Nikolaos Mantzaros, care a compus două versiuni corale: o versiune lungă pentru întregul poem și o versiune scurtă pentru primele două strofe; ultima variantă a fost adoptată mai târziu ca imn de stat al Greciei (1865) și Ciprului (1966). Imnul se intonează la fiecare ceremonie de deschidere a Jocurilor Olimpice, în semn de recunoaștere a locului de origine a Jocurilor Olimpice antice.

## Versuri

### Originalul îngreacă
| Ortografie monotonă (1976–prezent) | Ortografie politonică (1823–1976) | Transliterare | Transcriere AFI |
| Σε γνωρίζω από την κόψη Του σπαθιού την τρομερή, Σε γνωρίζω από την όψη, Που με βιά μετράει τη γη. Απ’ τα κόκκαλα βγαλμένη Των Ελλήνων τα ιερά, 𝄆 Και σαν πρώτα ανδρειωμένη, Χαίρε, ω χαίρε, ελευθεριά! 𝄇 | Σὲ γνωρίζω ἀπὸ τὴν κόψι Τοῦ σπαθιοῦ τὴν τρομερή, Σὲ γνωρίζω ἀπὸ τὴν ὄψι, Ποῦ μὲ βία μετράει τὴν γῆ. Ἀπ’ τὰ κόκκαλα βγαλμένη Τῶν Ἑλλήνων τὰ ἱερά, 𝄆 Καὶ σὰν πρῶτα ἀνδρειωμένη, Χαῖρε, ὦ χαῖρε, Ἐλευθεριά! 𝄇 | Se gnorízo apó tin kópsi Tou spathioú tin tromerí, Se gnorízo apó tin ópsi, Pou me viá metráei ti gi. Ap’ ta kókkala vgalméni Ton Ellínon ta ierá, 𝄆 Kai san próta andreioméni, Chaíre, o chaíre, eleftheriá! 𝄇 | [ˌs̠e̞ ɣno̞ˈɾiz̠o̞‿ɐˌpo̞ tiŋ ˈko̞p͡s̠i] [ˌtu s̠pɐˈθçu tin ˌtro̞me̞ˈɾi ǀ] [ˌs̠e̞ ɣno̞ˈɾiz̠o̞‿ɐˌpo̞ tin ˈo̞p͡s̠i ǀ] [ˌpu me̞ ˈvʝä me̞ˌträj ˌti ˈʝi ‖] [ˌɐp tɐ ˈko̞kɐˌlä vɣɐlˈme̞ɲi] [ˌto̞n e̞ˈlino̞n ˌtɐ je̞ˈɾä ǀ] 𝄆 [ˌce̞ s̠ɐm ˈpro̞tɐ‿ɐn̪ˌðrjo̞ˈme̞ɲi ǀ] [ˈçe̞ɾe̞‿o̞ ˈçe̞ɾe̞ ǀ e̞ˌle̞f͡θe̞ɾˈʝä ‖]𝄇] |

### Traducere aproximativă
Te voi recunoaște întodeauna
După cumplita sabie ce o porți,
Cum Pământul, prin a sa viziune de căutare,
Așa supraviețuiești tu, prin spirit înțelept.
Fost-au grecii vechi a căror moarte
A adus la viață spiritul liber.
Acum, cu valoarea antică crescând,
Lasă-ne să te slăvim, Libertate!